# Konklave 1523
Das Konklave von 1523 wählte Giulio de’ Medici als Papst Clemens VII. zum Nachfolger von Papst Hadrian VI., der am 14. September 1523 gestorben war. Das Konklave begann am 1. Oktober 1523 und dauerte bis zum 19. November 1523.

## Hintergrund
Hadrian war erst im Jahr zuvor zum Papst gewählt worden. Sein schlechter Gesundheitszustand hatte nicht nur die Kardinäle schon vor seinem Tod zu politischen Aktivitäten inspiriert. Franz I. von Frankreich, der eine große Armee in Norditalien stehen hatte, wollte seine militärische Macht nutzen, um bei der absehbaren nächsten Wahl den französischen Kardinal Jean de Lorraine oder einen pro-französischen italienischen Kardinal wie Niccolò Fieschi durchzusetzen. Seine Armee hatte jedoch am 27. April 1522 in der Schlacht bei Bicocca eine schwere Niederlage erlitten, so dass er sich beim Eintreffen der Todesnachricht darauf beschränkte, die drei französischen Kardinäle umgehend nach Rom zu schicken.
Kaiser Karl V., der als Sieger aus der Schlacht bei Bicocca gestärkt hervorgegangen war, hatte schon bei Hadrians Wahl Giulio de’ Medici als Verfechter der kaiserlichen Politik innerhalb des Kardinalskollegiums unterstützt. Heinrich VIII. von England hätte die Wahl von Thomas Wolsey vorgezogen, war aber nicht in der Lage, sich durchzusetzen; er sandte nun zwei Briefe ab, einen, der Medici unterstützte, einen, der Wolsey unterstützte, und die in dieser Reihenfolge an das Kollegium verteilt werden sollten.
Bei den Buchmachern, also außerhalb des Konklaves, galt Alessandro Farnese als Favorit vor Giulio de’ Medici – eine Geheimhaltung der Abläufe im Konklave ließ sich nicht durchsetzen, da die Botschafter täglich über die Wahl- und Lebensbedingungen berichteten.

## Das Konklave
Das Konklave wurde am 1. Oktober mit 35 Kardinälen eröffnet. Zehn Kardinäle waren abwesend. Kardinal Giulio de’ Medici hatte 16 oder 17 Unterstützer, Kardinal Pompeo Colonna die zweitmeisten. Die gegen den Kaiser und gegen die Medici eingestellten Kardinäle verlangten erfolgreich, dass die erste Abstimmung verzögert werde, bis die französischen Kardinäle, die bekanntlich auf dem Weg waren, angekommen waren. Am 6. Oktober erschienen sie und erhöhten die Zahl der Wähler auf 38. Bei der Verteilung der Schlafzellen zog Medici das Los mit der Zelle unter dem Gemälde Christus übergibt Petrus den Schlüssel zum Himmelreich von Pietro Perugino, was als ein Vorzeichen zur Wahl gesehen wurde, da Julius II. auch hier untergebracht worden war – was aber vor allem bedeutet, dass die Abstimmungen in der Kapelle von S. Nicolas stattfanden und die Schlafquartiere in der Sixtinischen Kapelle waren.

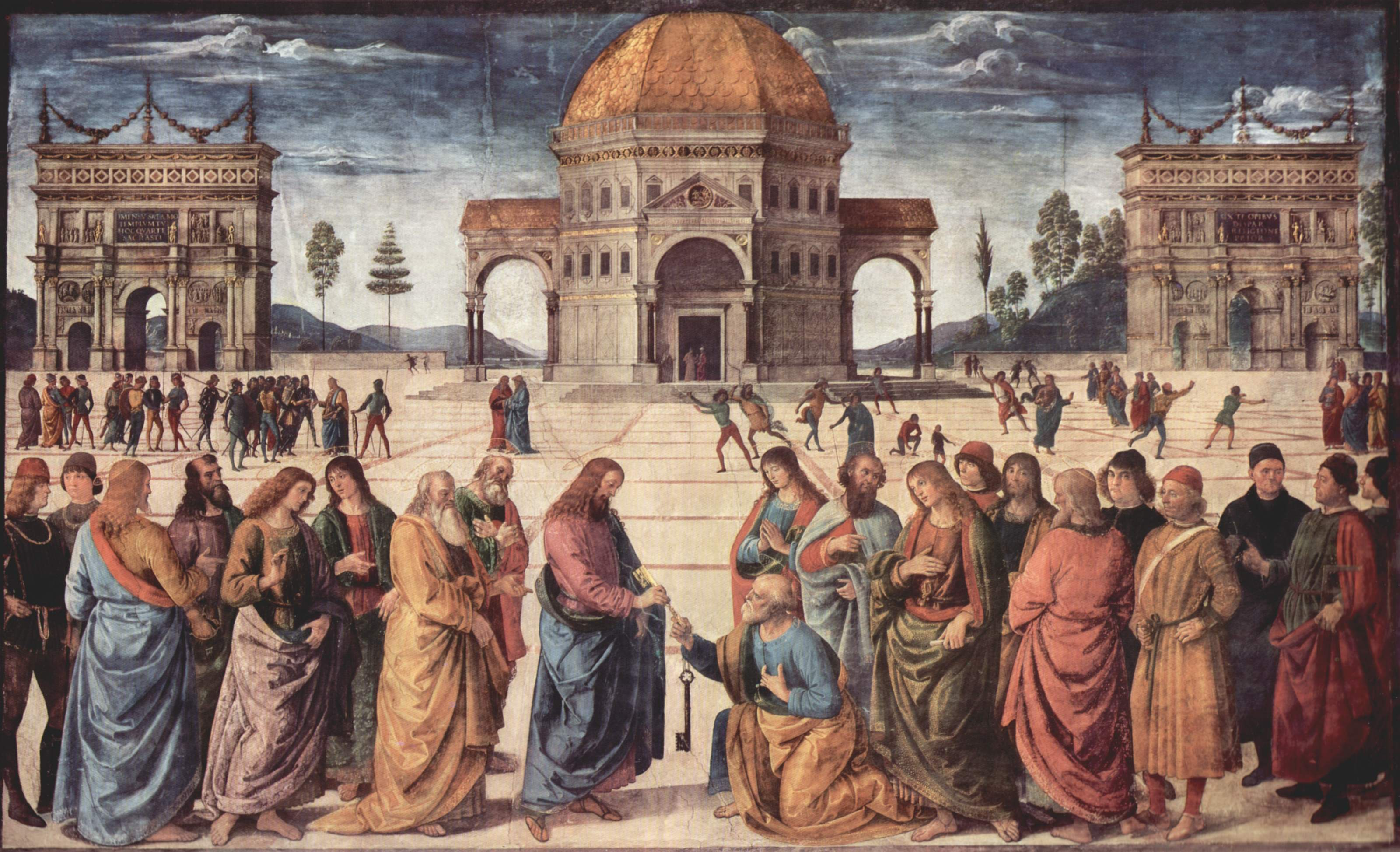
Pietro Perugino, Christus übergibt Petrus den Schlüssel zum Himmelreich, Sixtinische Kapelle

Niccolò Fieschi war der Kandidat der Franzosen und erhielt elf Stimmen; Bernardino López de Carvajal wurde von der kaiserlichen Partei als Test ins Rennen geschickt, er erhielt zwölf. Beide Parteien wechselten für den nächsten Wahlgang zu Gian Maria Ciocchi del Monte als ihrem Kandidaten, der eine Stimme mehr erhielt und damit eine zu wenig für die erforderliche Zweidrittelmehrheit (vgl. Akzess (Wahlmodus)) – Medici hatte zuvor zugesagt, del Monte seine Stimme zu geben, brach aber sein Wort.
Der Überlieferung nach erhielt Kardinal Thomas Wolsey am zehnten Tag des Konklaves 22 Stimmen, was aber nicht der Realität entspricht
Am 13. Tag begann die kaiserliche Partei für Medici zu stimmen, die Franzosen für Farnese. Die Anhänger Medicis blieben im weiteren Verlauf bei ihrer Wahl, während die französische Fraktion zu bröckeln begann. Colonna (der Medici trotz seiner engen Beziehungen zu Karl V. verachtete) hielt einen Block von vier Stimmen gegen Medici. Am 18. Oktober jedoch, als die französische Fraktion die Kandidatur von Franciotto Orsini vorschlug (die Familien Colonna und Orsini waren in Rom Rivalen), sah sich Colonna gezwungen, Medici seine Unterstützung zu geben und brachte ihm zwanzig Stimmen.
Kardinal Giulio de’ Medici erreichte nun leicht die erforderlichen 27 Stimmen durch Akzess und nahm den Namen Clemens VII. an.

## Wahlberechtigte
Marin Sanudo gibt eine Liste von 35 Kardinälen, die am 1. Oktober beim Konklave anwesend waren, die er aus Notiz des venezianischen Botschafters entnahm:
1. Bernardino López de Carvajal, Bischof von Ostia und Velletri, Kardinaldekan
2. Francesco Soderini, Bischof von Palestrina
3. Niccolò Fieschi, Bischof von Sabina
4. Alessandro Farnese, Bischof von Frascati, später Papst Paul III.
5. Antonio Maria Ciocchi del Monte, Bischof von Albano
6. Pietro Accolti
7. Achille Grassi, Bischof von Bologna
8. Lorenzo Pucci
9. Giulio de’ Medici, Erzbischof von Florenz
10. Giovanni Piccolomini, Erzbischof von Siena und Administrator von Aquila
11. Giovanni Domenico De Cupis, Administrator von Trani
12. Andrea della Valle, Bischof von Mileto und Cotrone, Administrator von Gallipoli
13. Giovanni Battista Pallavicino, Bischof von Cavaillon
14. Scaramuccia Trivulzio
15. Pompeo Colonna, Administrator von Potenza
16. Domenico Giacobazzi
17. Lorenzo Campeggi
18. Ferdinando Ponzetta, Bischof von Grosseto
19. Silvio Passerini
20. Francesco Armellini Pantalassi de’ Medici
21. Aegidius de Viterbo, O.E.S.A.
22. Cristoforo Numai, O.Min., Administrator von Isernia
23. Gualterio Raimundo de Vich, Bischof von Barcelona und Bischof von Cefalú
24. Willem Enckenwoirt, Bischof von Tortosa
25. Marco Cornaro, Administrator von Verona
26. Sigismondo Gonzaga
27. Innocenzo Cibo, Administrator von Turin und Marseille
28. Franciotto Orsini
29. Paolo Emilio Cesi
30. Alessandro Cesarini, Administrator von Pamplona
31. Giovanni Salviati, Administrator von Ferrara
32. Niccolò Ridolfi, Administrator von Orvieto
33. Ercole Rangoni, Bischof von Adria
34. Agostino Trivulzio, Administrator von Bobbio und Alessano
35. Francesco Pisani

Später kamen hinzu:
- 6. Oktober – François Guillaume de Castelnau de Clermont-Lodève, Bischof von Auch
- 6. Oktober – Jean de Lorraine
- 6. Oktober  – Louis de Bourbon-Vendôme, Bischof von Laon, Administrator von Le Mans
- 10. November – Bonifacio Ferrero

Abwesend blieben:
- Matthäus Lang von Wellenburg, Erzbischof von Salzburg
- Thomas Wolsey, Erzbischof von York
- Tommaso De Vio
- Albrecht von Brandenburg, Erzbischof von Mainz
- Erhard von der Mark, Bischof von Lüttich
- Afonso de Portugal